# Tisamène fils de Thersandre
Tisamène, fils de Thersandre et petit-fils de Polynice, est un roi de Thèbes.
Lorsque Thersandre mourut à Mysia pendant la guerre de Troie, Peneleos régna jusqu'à ce que Tisamène atteigne sa majorité. On sait peu de choses sur son règne. Son fils Autésion lui succéda. Son petit-fils Théras fonda la ville de Théra sur l'île du même nom.